# Dionís Jeroni Jorba
Dionís Jeroni Jorba (Barcelona, segle XVI — Barcelona, segle xvi), fou un catedràtic de lleis i humanitats a Barcelona, autor d'una crònica apologètica d'aquesta ciutat i de diverses obres de temàtica jurídica i aristotèlica, entre d'altres.
Era net d'Antoni Juan Jorba, regent de Nàpols, estava emparentat amb Jeroni Pau i era cosí germà de Francesc Olivó, canonge de Vic, i de Jeroni Peguera. Diu Torres Amat que als 15 anys ja estudiava teologia a la Universitat de Barcelona, on va ser deixeble de Joan Lluís Vileta, Joan Vila i Raimon Pasqual. També fou deixeble, a la Universitat de València, on va continuar estudiant, de Joan Terés, arquebisbe de Tarragona. Continuà els estudis a la Universitat de Lleida, a la d'Osca i alguna més, fins que es va graduar en teologia i es va doctorar en arts i en ambdós drets. No va treballar fora de Catalunya, ja que es va quedar a Barcelona on va ocupar càtedres d'humanitats, de lleis i de cànons a la universitat. L'any 1589 ell mateix es deia "Cathedrático ordinario de Leyes en la Universidad de Barcelona".
Entre la seva extensa obra destaca la seva "Descripción de las excelencias de la muy insigne ciudad de Barcelona". Jorba va escriure la seva lloança de Barcelona quasi cent anys després que Jeroni Pau escrivís la seva Barcino, en llatí. L'obra de Jorba es publicà en castellà, si bé indicava que l'havia redactat primerament en català i posteriorment l'havia traduït al llatí. Sembla que es tractava d'una segona edició, tal com afirma el mateix autor. La traducció castellana de l'opuscle de Jorba a partir del text català l'havia fet Miguel de Rosers.

## Obres
- Institutionum oratoriarum siue rhetoricarum libri quinque (Barcelona, 1582), posteriorment reeditada a Lió
- Epitome omnium capitum operum Aristotelis. Quaestiones in uniuersa eiusdem opera (Lió, 1584), comentaris aristotèlics en la línia renovadora de Pere Joan Nunyes.
- Lucubrationes quaedam: diu a studiosis expositae et nunc primum editae (Lió, 1584), reedició, conjunta, de les dues obres anteriors.
- Institutionum Oratoriarum libri V. Porphyrii Isagoges et Logicae Aristotelis omnium capitum dilucidae resolutiones.
- Quaestionum et solutionum earundem iuxta seriem ac ordinem Organi Aristotelis.
- Elegantes et copiosae latinae linguae phrases (Impremta Hubert Gotard, Barcelona, 1585)
- Commentaria in easdem institutiones (Venècia, 1588)
- Descripción de las excelencias de la muy insigne ciudad de Barcelona (Impremta Hubert Gotard, Barcelona, 1589)
- Lucubrationes quaedam die de studiosis expetitae, et in eorum gratiam nunc primum editae quarum catalogum versa pagina videbis, (Lió, 1589)
- Orationes 12 in laudem scientiarum et uirtutum.